# Tournoi de tennis de Sarasota
Le tournoi de Sarasota (Floride, États-Unis) est un tournoi international de tennis masculin du circuit professionnel Challenger, organisé depuis 2009. Il a lieu tous les ans au mois d'avril à Sarasota.
Un tournoi féminin du circuit WTA a été organisée à quatre reprises dans les années 1970, Chris Evert remportant trois de ces éditions. Le tennis féminin retourne à Sarasota en 2002, le tournoi étant disputé entre celui de Miami et celui d'Amelia Island. L'épreuve s'est jouée pour la dernière fois en 2003.
Le circuit ATP a également mis sur pieds un tournoi à la fin des années 1970, connu sous le nom de Longboat Key Pro Tennis Classic. Il disparait en 1980.
Le tournoi Challenger fait partie du USTA French Open Wild Card Challenge qui permet de décider quel joueur Américain obtiendra l'invitation pour disputer Roland-Garros. Il constitue la première étape du circuit américain sur terre battue qui se poursuit par les tournois de Tallahassee et de Savannah. La localisation du tournoi change régulièrement. Ainsi, certaines éditions se sont déroulées à Bradenton, Longboat Key et Lakewood Ranch. Après deux ans d'absence en raison de la pandémie de Covid-19, le tournoi réapparait au calendrier en 2022 avec de nouveaux propriétaires. En 2023, il connait une hausse de dotation qui lui permet de figurer parmi les tournois Challenger les mieux dotés.

## Palmarès messieurs

### Simple
| No | Date       | Nom et lieu du tournoi                          | Catégorie         | Dotation          | Surface           | Vainqueur          | Finaliste          | Score             |                   |
| -- | ---------- | ----------------------------------------------- | ----------------- | ----------------- | ----------------- | ------------------ | ------------------ | ----------------- | ----------------- |
| 1  | 29-01-1978 | Longboat Key Pro Tennis Classic, Sarasota       |                   | 50 000 $          | Moquette (int.)   | Tomáš Šmíd         | Nick Saviano       | 7-6, 0-6, 7-5     |                   |
| 2  | 12-02-1979 | Longboat Key Pro Tennis Classic, Sarasota       |                   | 50 000 $          | Moquette (int.)   | Johan Kriek        | Rick Meyer         | 7-6, 6-2          |                   |
| 3  | 11-02-1980 | Longboat Key Pro Tennis Classic, Sarasota       |                   | 50 000 $          | Terre (ext.)      | Eddie Dibbs        | Andrés Gómez       | 6-1, 6-3          |                   |
|    | 1981-2007  | Pas de tournoi                                  | Pas de tournoi    | Pas de tournoi    | Pas de tournoi    | Pas de tournoi     | Pas de tournoi     | Pas de tournoi    | Pas de tournoi    |
| 4  | 13-05-2008 | Hurricane Tennis Open, Bradenton                | Challenger        | 50 000 $          | Terre (ext.)      | Jesse Levine       | Robert Kendrick    | 6-3, 5-7, 7-63    |                   |
| 5  | 11-05-2009 | Sarasota Open, Longboat Key                     | Challenger        | 50 000 $          | Terre (ext.)      | James Ward         | Carsten Ball       | 7-64, 4-6, 6-3    |                   |
| 6  | 10-05-2010 | Sarasota Open, Longboat Key                     | Challenger        | 50 000 $          | Terre (ext.)      | Kei Nishikori      | Brian Dabul        | 2-6, 6-3, 6-4     |                   |
| 7  | 25-04-2011 | Sarasota Open, Sarasota                         | Challenger        | 75 000 $          | Terre (ext.)      | James Blake        | Alex Bogomolov     | 6-2, 6-2          |                   |
| 8  | 16-04-2012 | Robrady presents Ziivaa Sarasota Open, Sarasota | Challenger        | 100 000 $         | Terre (ext.)      | Sam Querrey        | Paolo Lorenzi      | 6-1, 63-7, 6-3    |                   |
| 9  | 13-04-2013 | Sarasota Open, Sarasota                         | Challenger        | 100 000 $         | Terre (ext.)      | Alex Kuznetsov     | Wayne Odesnik      | 6-0, 6-2          |                   |
| 10 | 14-04-2014 | Sarasota Open, Longboat Key                     | Challenger        | 100 000 $         | Terre (ext.)      | Nick Kyrgios       | Filip Krajinović   | 7-610, 6-4        |                   |
| 11 | 13-04-2015 | Sarasota Open, Lakewood Ranch                   | Challenger        | 100 000 $         | Terre (ext.)      | Federico Delbonis  | Facundo Bagnis     | 6-4, 6-2          |                   |
| 12 | 11-04-2016 | Joey Gratton Sarasota Open, Lakewood Ranch      | Challenger        | 100 000 $         | Terre (ext.)      | Mischa Zverev      | Gerald Melzer      | 6-3, 6-2          |                   |
| 13 | 17-04-2017 | Elisabeth Moore Sarasota Open, Bradenton        | Challenger        | 100 000 $         | Terre (ext.)      | Frances Tiafoe     | Tennys Sandgren    | 6-3, 6-4          |                   |
| 14 | 16-04-2018 | Elisabeth Moore Sarasota Open, Sarasota         | Challenger        | 100 000 $         | Terre (ext.)      | Hugo Dellien       | Facundo Bagnis     | 2-6, 6-4, 6-2     |                   |
| 15 | 15-04-2019 | Elisabeth Moore Sarasota Open, Sarasota         | Challenger        | 108 320 $         | Terre (ext.)      | Tommy Paul         | Tennys Sandgren    | 6-3, 6-4          |                   |
|    | 2020-2021  | Éditions annulées                               | Éditions annulées | Éditions annulées | Éditions annulées | Éditions annulées  | Éditions annulées  | Éditions annulées | Éditions annulées |
| 16 | 11-04-2022 | Elisabeth Moore Sarasota Open, Sarasota         | Challenger        | 106 240 $         | Terre (ext.)      | Daniel Elahi Galán | Steve Johnson      | 7-67, 4-6, 6-1    |                   |
| 17 | 10-04-2023 | Elisabeth Moore Sarasota Open, Sarasota         | Challenger        | 160 000 $         | Terre (ext.)      | Daniel Altmaier    | Daniel Elahi Galán | 7-61, 6-1         |                   |

### Double
| No | Date       | Nom et lieu du tournoi                          | Catégorie         | Dotation          | Surface           | Vainqueurs                         | Finalistes                          | Score              |                   |
| -- | ---------- | ----------------------------------------------- | ----------------- | ----------------- | ----------------- | ---------------------------------- | ----------------------------------- | ------------------ | ----------------- |
| 1  | 29-01-1978 | Longboat Key Pro Tennis Classic, Sarasota       |                   | 50 000 $          | Moquette (int.)   | Colin Dowdeswell Geoff Masters     | Byron Bertram Bernard Mitton        | 2-6, 6-3, 6-2      |                   |
| 2  | 12-02-1979 | Longboat Key Pro Tennis Classic, Sarasota       |                   | 50 000 $          | Moquette (int.)   | Steve Krulevitz Ilie Năstase       | John James Keith Richardson         | 7-6, 6-3           |                   |
| 3  | 11-02-1980 | Longboat Key Pro Tennis Classic, Sarasota       |                   | 50 000 $          | Terre (ext.)      | Andrés Gómez Ricardo Ycaza         | David Carter Rick Fagel             | 6-3, 6-4           |                   |
|    | 1981-2007  | Pas de tournoi                                  | Pas de tournoi    | Pas de tournoi    | Pas de tournoi    | Pas de tournoi                     | Pas de tournoi                      | Pas de tournoi     | Pas de tournoi    |
| 4  | 13-05-2009 | Hurricane Tennis Open, Bradenton                | Challenger        | 50 000 $          | Terre (ext.)      | Carsten Ball Lester Cook           | Ryler Deheart Todd Widom            | 4-6, 6-3, [10-6]   |                   |
| 5  | 11-05-2009 | Sarasota Open, Longboat Key                     | Challenger        | 50 000 $          | Terre (ext.)      | Víctor Estrella Santiago González  | Harsh Mankad Kaes Van't Hof         | 6-2, 6-4           |                   |
| 6  | 10-05-2010 | Sarasota Open, Longboat Key                     | Challenger        | 50 000 $          | Terre (ext.)      | Brian Battistone Ryler DeHeart     | Gero Kretschmer Alexander Satschko  | 5-7, 7-64, [10-8]  |                   |
| 7  | 25-04-2011 | Sarasota Open, Sarasota                         | Challenger        | 75 000 $          | Terre (ext.)      | Ashley Fisher Stephen Huss         | Alex Bogomolov Alex Kuznetsov       | 6-3, 6-4           |                   |
| 8  | 16-04-2012 | Robrady presents Ziivaa Sarasota Open, Sarasota | Challenger        | 100 000 $         | Terre (ext.)      | Johan Brunström Izak Van der Merwe | Martin Emmrich Andreas Siljeström   | 6-4, 6-1           |                   |
| 9  | 13-04-2013 | Sarasota Open, Sarasota                         | Challenger        | 100 000 $         | Terre (ext.)      | Ilija Bozoljac Somdev Devvarman    | Steve Johnson Bradley Klahn         | 65-7, 7-63, [11-9] |                   |
| 10 | 14-04-2014 | Sarasota Open, Longboat Key                     | Challenger        | 100 000 $         | Terre (ext.)      | Marin Draganja Henri Kontinen      | Rubén Ramírez Hidalgo Franko Škugor | 7-5, 5-7, [10-6]   |                   |
| 12 | 13-04-2015 | Sarasota Open, Lakewood Ranch                   | Challenger        | 100 000 $         | Terre (ext.)      | Facundo Argüello Facundo Bagnis    | Chung Hyeon Divij Sharan            | 3-6, 6-2, [13-11]  |                   |
| 12 | 11-04-2016 | Joey Gratton Sarasota Open, Lakewood Ranch      | Challenger        | 100 000 $         | Terre (ext.)      | Facundo Argüello Nicolás Kicker    | Marcelo Arévalo Sergio Galdós       | 6-3, 6-2           |                   |
| 13 | 17-04-2017 | Elisabeth Moore Sarasota Open, Bradenton        | Challenger        | 100 000 $         | Terre (ext.)      | Scott Lipsky Jürgen Melzer         | Stefan Kozlov Peter Polansky        | 6-2, 6-4           |                   |
| 14 | 16-04-2018 | Elisabeth Moore Sarasota Open, Sarasota         | Challenger        | 100 000 $         | Terre (ext.)      | Evan King Hunter Reese             | Christian Harrison Peter Polansky   | 6-1, 6-2           |                   |
| 15 | 15-04-2019 | Elisabeth Moore Sarasota Open, Sarasota         | Challenger        | 108 320 $         | Terre (ext.)      | Martín Cuevas Paolo Lorenzi        | Luke Bambridge Jonny O'Mara         | 7-65, 7-66         |                   |
|    | 2020-2021  | Éditions annulées                               | Éditions annulées | Éditions annulées | Éditions annulées | Éditions annulées                  | Éditions annulées                   | Éditions annulées  | Éditions annulées |
| 16 | 11-04-2019 | Elisabeth Moore Sarasota Open, Sarasota         | Challenger        | 106 240 $         | Terre (ext.)      | Robert Galloway Jackson Withrow    | André Göransson Nathaniel Lammons   | 6-3, 7-63          |                   |
| 17 | 10-04-2023 | Elisabeth Moore Sarasota Open, Sarasota         | Challenger        | 160 000 $         | Terre (ext.)      | Julian Cash Henry Patten           | Guido Andreozzi Guillermo Durán     | 7-64, 6-4          |                   |

## Palmarès dames

### Simple
| No | Date       | Nom et lieu du tournoi                   | Catégorie      | Dotation       | Surface         | Vainqueure        | Finaliste        | Score          |                |
| -- | ---------- | ---------------------------------------- | -------------- | -------------- | --------------- | ----------------- | ---------------- | -------------- | -------------- |
| 1  | 02-04-1973 | First Federal of Sarasota Open, Sarasota |                | 20 000 $       | Terre (ext.)    | Chris Evert       | Evonne Goolagong | 6-3, 6-2       | Tableau        |
| 2  | 08-04-1974 | First Federal of Sarasota, Sarasota      |                | 50 000 $       | Terre (ext.)    | Chris Evert       | Evonne Goolagong | 6-4, 6-0       | Tableau        |
| 3  | 13-01-1975 | Virginia Slims of Sarasota, Sarasota     |                | 75 000 $       | Moquette (int.) | Billie Jean King  | Chris Evert      | 6-2, 6-3       | Tableau        |
| 4  | 23-02-1976 | Virginia Slims of Sarasota, Sarasota     |                | 75 000 $       | Moquette (int.) | Chris Evert       | Evonne Goolagong | 6-3, 6-0       | Tableau        |
|    | 1977-2001  | Pas de tournoi                           | Pas de tournoi | Pas de tournoi | Pas de tournoi  | Pas de tournoi    | Pas de tournoi   | Pas de tournoi | Pas de tournoi |
| 5  | 01-04-2002 | Sarasota Open, Sarasota                  | Tier IV        | 140 000 $      | Terre (ext.)    | Jelena Dokić      | Tatiana Panova   | 6-2, 6-2       | Tableau        |
| 6  | 31-03-2003 | Clay Court Classic, Sarasota             | Tier IV        | 140 000 $      | Terre (ext.)    | Anastasia Myskina | Alicia Molik     | 6-4, 6-1       | Tableau        |

### Double
| No | Date       | Nom et lieu du tournoi                  | Catégorie      | Dotation       | Surface         | Vainqueures                      | Finalistes                          | Score          |                |
| -- | ---------- | --------------------------------------- | -------------- | -------------- | --------------- | -------------------------------- | ----------------------------------- | -------------- | -------------- |
| 1  | 02-04-1973 | First Federal of Sarasota Open Sarasota |                | 20 000 $       | Terre (ext.)    | Patti Hogan Sharon Walsh         | Martina Navrátilová Marie Neumanova | 4-6, 6-0, 6-3  | Tableau        |
| 2  | 08-04-1974 | First Federal of Sarasota Sarasota      |                | 50 000 $       | Terre (ext.)    | Chris Evert Evonne Goolagong     | Tory Ann Fretz Cecilia Martinez     | 6-2, 6-2       | Tableau        |
| 3  | 13-01-1975 | Virginia Slims of Sarasota Sarasota     |                | 75 000 $       | Moquette (int.) | Chris Evert Billie Jean King     | Betty Stöve Virginia Wade           | 6-4, 6-2       | Tableau        |
| 4  | 23-02-1976 | Virginia Slims of Sarasota Sarasota     |                | 75 000 $       | Moquette (int.) | Martina Navrátilová Betty Stöve  | Mona Guerrant Ann Kiyomura          | 6-1, 6-0       | Tableau        |
|    | 1977-2001  | Pas de tournoi                          | Pas de tournoi | Pas de tournoi | Pas de tournoi  | Pas de tournoi                   | Pas de tournoi                      | Pas de tournoi | Pas de tournoi |
| 5  | 01-04-2002 | Sarasota Open Sarasota                  | Tier IV        | 140 000 $      | Terre (ext.)    | Jelena Dokić Elena Likhovtseva   | Els Callens Conchita Martínez       | 6-75, 6-3, 6-3 | Tableau        |
| 6  | 31-03-2003 | Clay Court Classic Sarasota             | Tier IV        | 140 000 $      | Terre (ext.)    | Liezel Huber Martina Navrátilová | Shinobu Asagoe Nana Miyagi          | 7-68, 6-3      | Tableau        |